# Syzygium seemannianum
Syzygium seemannianum är en myrtenväxtart som beskrevs av Elmer Drew Merrill och Lily May Perry. Syzygium seemannianum ingår i släktet Syzygium och familjen myrtenväxter. IUCN kategoriserar arten globalt som livskraftig.
Artens utbredningsområde är Fiji. Inga underarter finns listade i Catalogue of Life.